# Uljoti
Uljoti (oroszul: Улёты) falu Oroszország ázsiai részén, a Bajkálontúli határterületen, a Uljoti járás székhelye.

## Elhelyezkedése
Az Aksa (az Onon mellékfolyója) torkolatánál, Csitától országúton 120 km-re délnyugatra helyezkedik el.

## Története
Első írásos említése 1788-ból való. Akkor keletkezett, amikor először érkeztek oroszok a Bajkálontúlra, hogy őrizzék a határt, és hogy a helyi lakosoktól beszedjék a "jaszak"-nak nevezett, többnyire prémben megfizetett adót. 1926 óta járási székhely.

## Népessége
- 2002-ben 6350 fő[2]
- 2010-ben 6061 fő volt.[3]